# 571 Дульсінея
571 Дульсінея (571 Dulcinea) — астероїд головного поясу, відкритий 4 вересня 1905 року Паулєм Ґьотцом у Гейдельберзі.
Названий на честь Дульсінеї Тобоської — персонажа роману Мігеля де Сервантеса «Хитромудрий ідальго Дон Кіхот з Ламанчі».